# Denise De Luca
Denise De Luca (26 maggio 1992) è una calciatrice italiana, difensore dell'Unterland.

## Palmarès

### Club
- Campionato italiano di Serie A2: 1

Südtirol Vintl Damen: 2009-2010
- Campionato italiano di Serie B: 2

Südtirol Damen Bolzano: 2014-2015 (secondo livello)
Südtirol Vintl Damen: 2008-2009 (terzo livello)